# José Botella Llusiá
José Botella Llusiá, (Madrid, 18 de marzo de 1912 - Toledo, 5 de octubre de 2002) fue un investigador y médico español especializado en ginecología y obstetricia.

## Biografía
Realizó la carrera de medicina en la Universidad Central de Madrid, licenciándose en 1934. Fue discípulo de Gregorio Marañón. Siguió sus estudios en Alemania y Austria con los profesores Alfred Amreich y Heinrich Eymer en el curso 1934-1935 gracias a una beca de la JAE, posteriormente obtuvo su primera cátedra de obstetricia y ginecología en Zaragoza (1944) y años más tarde la de Madrid (1947). En 1950 fue nombrado miembro de número de la Real Academia de Medicina y en 1956 vocal del Consejo Superior de Investigaciones Científicas (CSIC). Entre 1968 y 1972 fue rector de la Universidad Complutense de Madrid, cargo del que dimitió. Fue fundador y primer presidente de la Sociedad Española de Fertilidad (SEF).
En 1980 fue nombrado miembro de honor de la Sociedad Alemana de Ginecología y vocal de la Academia de Medicina de Francia. En esa época recibió duras críticas por parte de las feministas españolas por declararse antiabortista y provida.
Ha sido Presidente de la Real Academia de Medicina, de la que fue también Presidente de Honor desde 1994, y Académico Correspondiente de varias de Distrito. 
En 1999 recibió el Premio Gregorio Marañón de investigación médica.
Entre sus distinciones destacan la gran cruz de la Orden de Alfonso X el Sabio, la gran cruz de la Orden de Isabel la Católica, la Legión de Honor de Francia y el nombramiento como doctor honoris causa por la Universidad de La Laguna (Tenerife) y por la Universidad de Rosario en Argentina.
Más de seiscientas publicaciones en revistas científicas, españolas y extranjeras. Doce libros publicados, dos de ellos traducidos al inglés. Dirigió más de cien tesis doctorales. De entre sus libros publicados sobresalen, Endocrinología de la mujer (1942), Tratado de ginecología (1946), Esquema de la vida de la mujer (1976) y la Edad crítica, climaterio y menopausia (1990), entre otras obras.
Era tío segundo de Ana Botella, esposa de José María Aznar y alcaldesa de Madrid por el Partido Popular.

## Obras
- José Botella Llusiá, (1946). Suprarrenales y Función Sexual (1ª edición). Madrid: Ediciones Morata.
- José Botella Llusiá, José A. Clavero Núñez (1993). Tratado de ginecología (14ª edición). Ediciones Díaz de Santos. ISBN 9788479780920.
- José Botella Llusiá, Antonio Fernández de Molina, ed. (1998). La evolución de la sexualidad y los estados intersexuales. Ediciones Díaz de Santos. ISBN 9788479783266.
- José Botella Llusiá (1999). Esterilidad e infertilidad humanas: recientes avances. Ediciones Díaz de Santos. ISBN 9788479783945.
- José Botella Llusiá, J. A. F. Tresguerres, ed. (1996). Hormonas, instintos y emociones. Editorial Complutense. ISBN 9788489365735.
- José Botella Llusiá (1992). La placenta: fisiología y patología. Ediciones Díaz de Santos. ISBN 9788479780654.
- José Botella Llusiá (2005). El útero: fisiología y patología. Ediciones Díaz de Santos. ISBN 9788479783006.
- José Botella Llusiá, Antonio Fernández de Molina, Pedro Laín Entralgo (1999). Marañón en Toledo. Universidad de Castilla La Mancha. ISBN 9788489958753.